# Ježená
Ježená település Csehországban, a Jihlavai járásban. Ježená Dušejov, Hubenov, Vyskytná nad Jihlavou és Zbilidy településekkel határos. Lakosainak száma 127 fő (2024. január 1.).

## Népesség
A település lakosságának változását az alábbi diagram mutatja:
| Lakosok száma | 223  | 238  | 219  | 158  | 107  | 104  | 133  | 124  | 118  | 127  |
|               | 1869 | 1890 | 1921 | 1950 | 1980 | 2001 | 2017 | 2019 | 2022 | 2024 |